# Boomerang (álbum de Daara J)
Boomerang (también titulado Boomrang en los países de habla francesa) es el tercer álbum de Daara J. Fue lanzado en 2003 por Wrasse Records. También participan en el disco otros músicos como Rokia Traoré y Sergeant García.

## Lista de temas
1. Boomrang
2. Esperanza
3. Exodus
4. Bopp Sa Bopp
5. Le Cycle feat.
6. Le Precipice
7. Paris Dakar feat.
8. Hip Hop Civilization feat.
9. Number One
10. Si La Vie N'est Pas Belle
11. Babylone
12. Magg Dan
13. Esperanza feat.

- Datos: Q4943489